# Punikvere
Punikvere – wieś w Estonii, w prowincji Jõgeva, w gminie Pala.